# 1,2-dimethylcyclopropaan
1,2-dimethylcyclopropaan is een organische verbinding met als brutoformule C5H10. Het bestaat uit een cyclopropaanring, waaraan 2 methylgroepen zijn gebonden. Door de aanwezigheid van een stereogeen centrum, bestaan er 2 mogelijk stereo-isomeren van 1,2-dimethylcyclopropaan: een cis- en een trans-isomeer. Net zoals de basisverbinding cyclopropaan bezit deze molecule een hoge ringspanning.

## Stereochemie
Van 1,2-dimethylcyclopropaan zijn verschillende stereo-isomeren mogelijk. Bij het cis-isomeer liggen de drie koolstofatomen van de cyclopropaanring in één plat vlak. De twee methylgroepen bevinden zich aan dezelfde zijde van dit vlak. Hoewel het dus over twee chirale centra beschikt, is de molecule in zijn geheel niet chiraal. Dit impliceert dat cis-1,2-dimethylcyclopropaan een mesovorm is. Deze conformatie wordt volgens de Cahn-Ingold-Prelog prioriteitsregels ook wel (1R,2S)-1,2-dimethylcyclopropaan genoemd.
Bij het trans-isomeer bevinden de twee methylgroepen zich aan verschillende kanten van het vlak van de cyclopropaanring. Hier zijn dus twee enantiomeren mogelijk: (1S,2S)-1,2-dimethylcyclopropaan (1) en (1R,2R)-1,2-dimethylcyclopropaan (2).